# Droga wojewódzka nr 771
Droga wojewódzka nr 771 (DW771) – droga wojewódzka w województwie świętokrzyskim o długości 11 km, łącząca DW776 w Wiślicy z DW973 w Strożyskach. Droga w całości przebiega przez powiat buski.

## Miejscowości leżące przy trasie DW771
- Wiślica